# Ballo dell'opera di Vienna

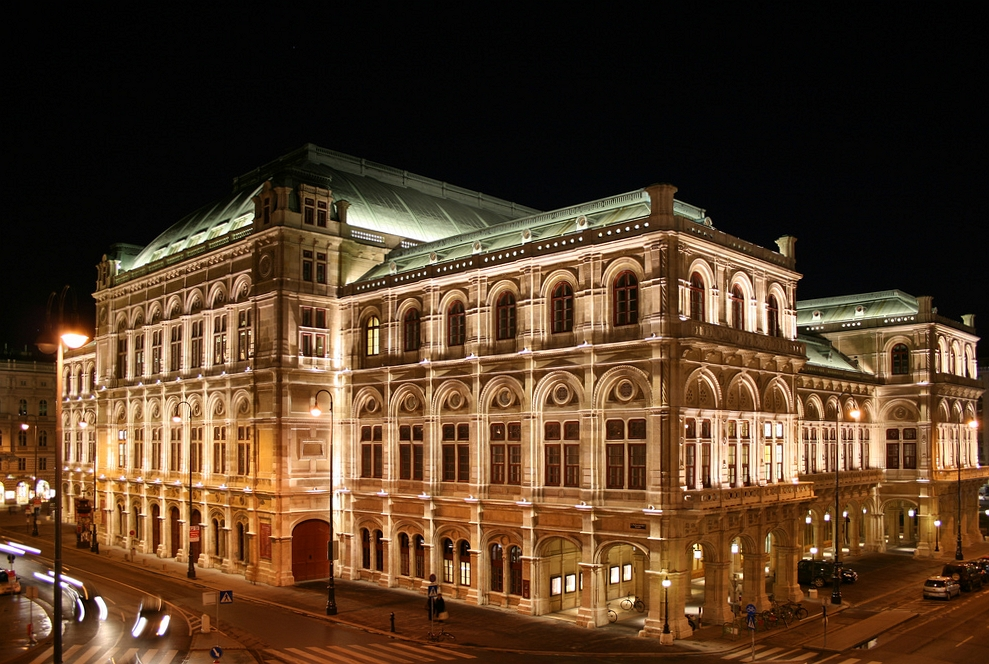
Il teatro dell'opera di Vienna: il luogo in cui tradizionalmente si svolge il ballo dell'opera.

Il ballo dell'opera di Vienna (Wiener Opernball in tedesco) è un evento annuale della società austriaca che si tiene nell'edificio del teatro dell'opera di Vienna, il giovedì precedente al mercoledì delle Ceneri. Insieme al concerto di Capodanno, il ballo dell'opera è uno dei punti salienti del carnevale viennese. Il codice di abbigliamento del ballo è l'abito da sera: cravatta bianca e frac per gli uomini; abiti da sera lunghi e guanti lunghi per le donne.

## Storia

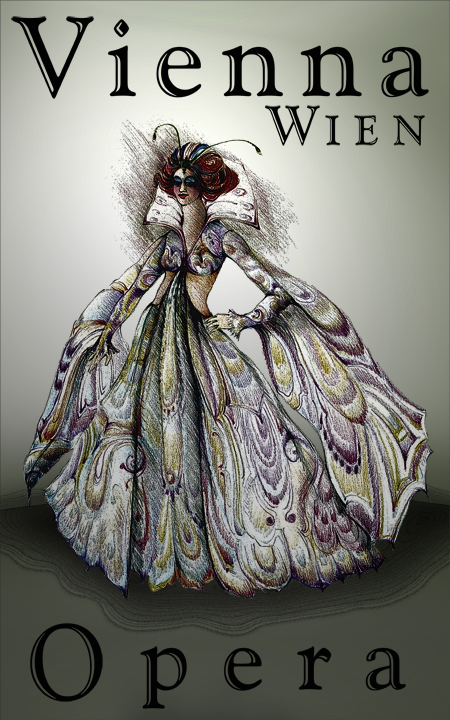
Poster dell'Opernball.

La tradizione colloca il primo ballo dell'opera di Vienna negli anni 1814-1815, il periodo in cui si svolse anche il congresso di Vienna. Tuttavia il primo Ballo dell'Opera registrato nella sua attuale collocazione, cioè il teatro dell'opera di Vienna risale all'11 dicembre 1877, su disposizione dell'imperatore Francesco Giuseppe.
Dopo la caduta della monarchia Il 29 gennaio 1921 si tenne il primo Ballo dell'Opera della prima repubblica austriaca.
La prima volta in cui l'evento ha assunto l'attuale nome (Wiener Opernball) risale al 26 gennaio 1935, sotto l'egida del protettorato del cancelliere Kurt Alois von Schuschnigg.
Nel 1939 il ballo si tenne su preciso ordine del governo tedesco, nonostante lo scoppio imminente della seconda guerra mondiale. Durante lo svolgimento della seconda guerra mondiale il ballo fu sospeso ed esso riprese solo il 9 febbraio 1956, anni dopo la fine del conflitto, per consentire la ricostruzione del teatro dell'Opera, parzialmente distrutto per colpa della guerra. Nuovamente il ballo non si tenne nel 1991 in occasione della guerra del Golfo.
Dal 2005 vige il divieto di fumare nelle sale del ballo.

## Organizzazione
Ogni anno, da un giorno all'altro, l'auditorium del teatro dell'Opera di Vienna viene trasformato in una sala da ballo di grandi dimensioni. Alla vigilia della manifestazione, le file di sedili vengono rimossi dalla platea e viene costruito un nuovo pavimento, in corrispondenza del palcoscenico. Complessivamente la "trasformazione" del teatro richiede l'impiego di circa 650 persone e due giorni di lavoro.
Gli organizzatori del Ballo dell'Opera sono stati la contessa Christl Schoenfeldt (dal 1956 al 1980), Lotte Tobisch (dal 1981 al 1986, Elisabeth Guertler-Mauthner (dal 1999 al 2007) e Desirée Treichl-Stürgkh in carica dal 2008.
L'unico altro ballo associato con quello di Vienna è il ballo dell'opera di Dubai. Eventi simili si tengono anche a New York ed a Budapest, ma essi non sono in alcun modo affiliati con il ballo dell'opera di Vienna.
In una joint venture, i canali televisivi ORF e BR trasmettono dal vivo l'evento per diverse ore ogni anno.

## Controversie
In anni più recenti, a partire dal 1987, è stato istituito nella sera stessa del ballo il cosiddetto Opernballdemo, una manifestazione di protesta di sinistra organizzata lungo la Ringstraße. I manifestanti dimostrano contro il tipo di capitalismo rappresentato dai partecipanti al ballo e dall'evento stesso, nell'ottica dei manifestanti. In alcune occasioni si sono verificati dei disordini.